# Conrad Ludwig Brunings
Conrad Ludwig Brunings (Heidelberg, 15 juli 1775 - Nijmegen,  15 augustus 1816), waterbouwkundige en  lid van de waterbouw-familie Brunings. Hij was een zoon van Gottfried Christian Brunings, hofprediker te Homburg vor der Höhe, en Rosine Thelusson. Hij studeerde eerst in de theologie, doch ging later in de wis- en natuurkundige vakken aan de universiteit te Utrecht studeren; waarschijnlijk omdat zijn 19 jaar oudere broer, Christian, en nog meer zijn beroemde neef Christian in Nederland bij de waterstaat een goede carrière opgebouwd hadden. Zijne leermeesters, de hoogleraren Hennert en Rossijn, waren zeer met hem ingenomen. Als student werd hij in 1798 bekroond voor een antwoord op een prijsvraag van het Bataafsch Genootschap betrekkelijk de theorie en de uitwerking van de staande schepradmolens.
Na afgestudeerd te zijn werd hij benoemd tot amanuensis van de  commissie voor de droogmakerij van de Nieuwkoopsche en Zevenhovensche Plassen. Toen de Amsterdamse hoogleraar in de wiskunde Van Swinden in 1800 als lid van de commissie voor metrieke maten en gewichten voor enigen tijd naar Parijs vertrok, nam Brunings zijn colleges aan het athenaeum gedurende die tijd waar, wat door de studenten zeer gewaardeerd werd.
Brunings werd bij besluit van het staatsbewind van 26 juli 1800 een van der 4 commissarissen-inspecteur in de departementen Amstel en Texel. Hij was tot 1807 de jongste van de hoofdambtenaren. Bij een volgende reorganisatie in 1803 werd hij een van de 2 inspecteurs voor de benedenrivieren, terwijl hij bij koninklijk besluit van 21 Jan. 1807 werd benoemd tot inspecteur in het 8e district, zijnde het Departement van de Dommel, bestaande uit het grootste deel van de tegenwoordige provincie Noord-Brabant.
In een verhandeling over de stand der oppervlakten van de rivieren (1809) zegt hij o.a.: ‘Voor het overige zal het op eene voldoende wijze hebben kunnen blijken, dat het verschijnsel van den meer en meer verhoogden stand der oppervlakte van de rivieren, zoo algemeen en onbepaald men hetzelve doorgaans aanvoert, geenszins bij dit onderzoek is bevestigd geworden.’ Bij de riviercorrespondentie in de verschrikkelijke winter van 1808-9 heeft Brunings op 11 januari 1809 geweigerd de zuider Lekdijk bij Culemborg door te steken, wat hem door de inspecteur-generaal Blanken opgedragen was. Zeer terecht wordt Brunings over dit krasse optreden door Welcker hoog geprezen; hij zette zijn baan in deze veelbewogen tijden op het spel om een grote streek van overstroming te vrijwaren. Het schijnt, dat de deze dienstweigering hem ook in zijn loopbaan geen kwaad heeft gedaan; althans hij werd bij de inlijving van Noord-Brabant, het land van Altena en het gedeelte van Gelderland bezuiden de Waal, die op 16 maart 1810 inging, in zijne betrekking gelaten. 
Na de organisatie van november 1810 werd hij bij keizerlijk decreet benoemd tot ingénieur en chef in de 1e klasse. Hij werd verantwoordelijk voor het departement Bouches de la Meuse, bestaande uit die afgestane gedeelten zonder het arrondissement Breda. Hij diende hier niet meer onder Blanken, maar kreeg twee chefs, den inspecteur divisionnaire Saget te Trier, en voor de polders de maitre des requêtes Ch. Maillard te Antwerpen. Na de bevrijding eind 1813 werd hij weer onder de orders van Blanken geplaatst. In februari 1814 werd bepaald dat zijn dienstkring uit de provincie Noord-Brabant in de huidige vorm zou bestaan.
Hij werd in 1808 lid van de Hollandsche Maatschappij der Wetenschappen te Haarlem en in hetzelfde jaar, bij de oprichting van het Koninklijk Instituut van Wetenschappen, Letterkunde en Schoone Kunsten door koning Lodewijk was hij de enige ingenieur, die met de beide inspecteurs-generaal (Goudriaan en Blanken) lid van die instelling werd.
Brunings overleed aan een beroerte, terwijl hij op bezoek bij zijn vriend F. Beijerinck in Nijmegen was. Hij was in 1803 in Arnhem getrouwd met Henriette Lucretia Engelen, die hem 2 zonen en 2 dochters schonk. Zij overleed in Arnhem op 8 Juli 1852.
- Biografisch Portaal: 08383232
- Gemeinsame Normdatei: 139265678
- International Standard Name Identifier: 0000 0000 7108 0889
- Nederlandse Thesaurus van Auteursnamen: 070168768
- Virtual International Authority File: 100553769
- WorldCat: E39PBJyxfV44xd9qWXfHYPpByd